# Anežka z Waiblingenu
Anežka z Waiblingenu (německy Agnes von Waiblingen, 1072/73 – 24. září 1143, Klosterneuburg) byla vévodkyně švábská a markraběnka rakouská. Díky životnímu osudu této ženy vznikl úzký příbuzenský a spojenecký vztah mezi dynastiemi Štaufů a Babenberků, který ovlivnil dění v tehdejší Evropě.

## Život
Narodila se jako třetí potomek císaře Jindřicha IV. a Berty, dcery Oty Savojského. Pravděpodobně v březnu roku 1079 se stala druhou ženou švábského vévody Fridricha z dynastie Štaufů. Sňatek byl konzumován roku 1086. Roku 1105 Anežka ovdověla a rok poté se znovu provdala. Ženichem se stal ovdovělý rakouský markrabě Leopold III., budoucí světec. Leopold zemřel roku 1136 a Anežka o sedm let později. Zemřela jako sedmdesátiletá, přežila více než polovinu svého početného potomstva a byla pohřbena po manželově boku v augustiniánském klášteře v Klosterneuburgu.